# Йоганн Вольдемар Яннсен
Йоганн Вольдемар Яннсен (*16 травня 1819, Вяндра, район Пярнумаа — 13 липня 1890, Тарту) — видатний естонський публіцист ХІХ століття, видавець збірок народних пісень, автор тексту національного гімну Естонії. Він допомагав формувати національний період пробудження в Естонії.

## Біографія
Йоганн Вольдемар народився 16 травня 1819 року. Яннсен спочатку працював як кантор. З 1844 р. був учителем парафіяльної школи у місті Вяндра . У 1850 році Яннсен переїхав до Пярну, де працював учителем до 1863 року. Свою письменницьку кар'єру розпочав з перекладу духовних пісень. Три його основні твори зі 1003 піснями є важливою частиною духовної літератури Естонії. У 1860 р. Яннсен також видав том зі світськими піснями для хорових колективів під назвою Eesti Laulik (Естонська книга пісень) .
З 1857 по 1863 рр. Яннсен працював у газеті « Pärnu Postimees» (Perno Postimees ehk Näddalileht) як редактор і публіцист. Це рішуче підтримувало пробудження естонської національної свідомості. У той же час газета пропонувала цікаву інформацію з усього світу для переважно селянської читацької аудиторії і тим самим сприяла вихованню народу. У першому виданні Pärnu Postimees Янссен опублікував вірш, у якому вперше не називають естонців населенням країни, а естонцями, як народ. Роблячи це, він дав людям своє ім'я та особистість, розмірковуючи про старі джерела.
У 1863 році Яннсен переїхав до Тарту і видав газету Eesti Postimees . Він був носієм естонської національної обізнаності, зробив вагомий внесок до німецько-балтійської культури.
У 1865 році Яннсена заснував Асоціацію в Тарту, яка виконала перші п'єси естонською мовою. У 1869 році в Тарту відбувся перший загальний естонський пісенний фестиваль на основі німецького пісенного конкурсу. Загальний співочий фестиваль відтоді регулярно організовується, до сьогодні залишається основним пунктом національної свідомості Естонії, особливо в період відсторонення від Радянського Союзу .
Дім родини Яннсен в Тарту став центром інтелектуалів країни. Яннсен писав тексти пісень, в тому числі написав пісню «Моя країна, моє щастя і радість», яка стала національним гімном після незалежності Естонії в 1918 році.
Дочка Яннсена Лідія Койдула стала одним з найвідоміших поетів Естонії.